# 太田勝正
太田 勝正（おおた かつまさ、1971年3月26日 - ）は、愛知県岡崎市出身の元プロ野球選手（投手）。

## 来歴・人物
三河高時代は、甲子園出場経験がなかった。のちに中日に入団する原田政彦とは同級生である。
1988年のプロ野球ドラフト会議においてダイエーに6位で指名を受け入団。
1991年には、MLBの1A・サリナス・スパーズに野球留学した。
抜群の制球力を持ち味に先発から抑えまで器用にこなす投手として、二軍では58試合を投げ、投球回153回、11勝8敗3セーブ、75奪三振、防御率2.59の成績を残したが、7年間のプロ生活で1度も一軍で投げる事なく、1995年に現役を引退した。
その後、打撃投手として11年に渡りホークスの黄金時代を陰から支え、2006年に退団後、ホークスジュニアアカデミーのコーチを務めている。

## 詳細情報

### 年度別投手成績
- 一軍公式戦出場なし

### 背番号
- 63 （1989年）
- 98 （1990年 - 1991年）
- 51 （1992年 - 1995年）
- 108 （1996年 - 2006年）